# Flammenwerfer

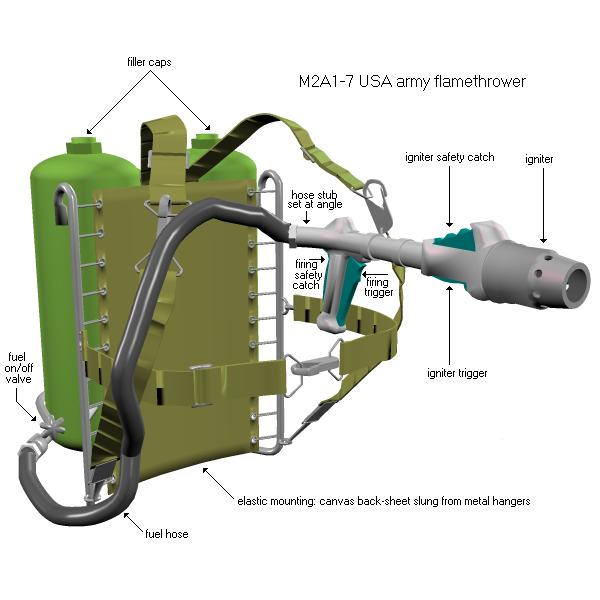
Flammenwerfer M2

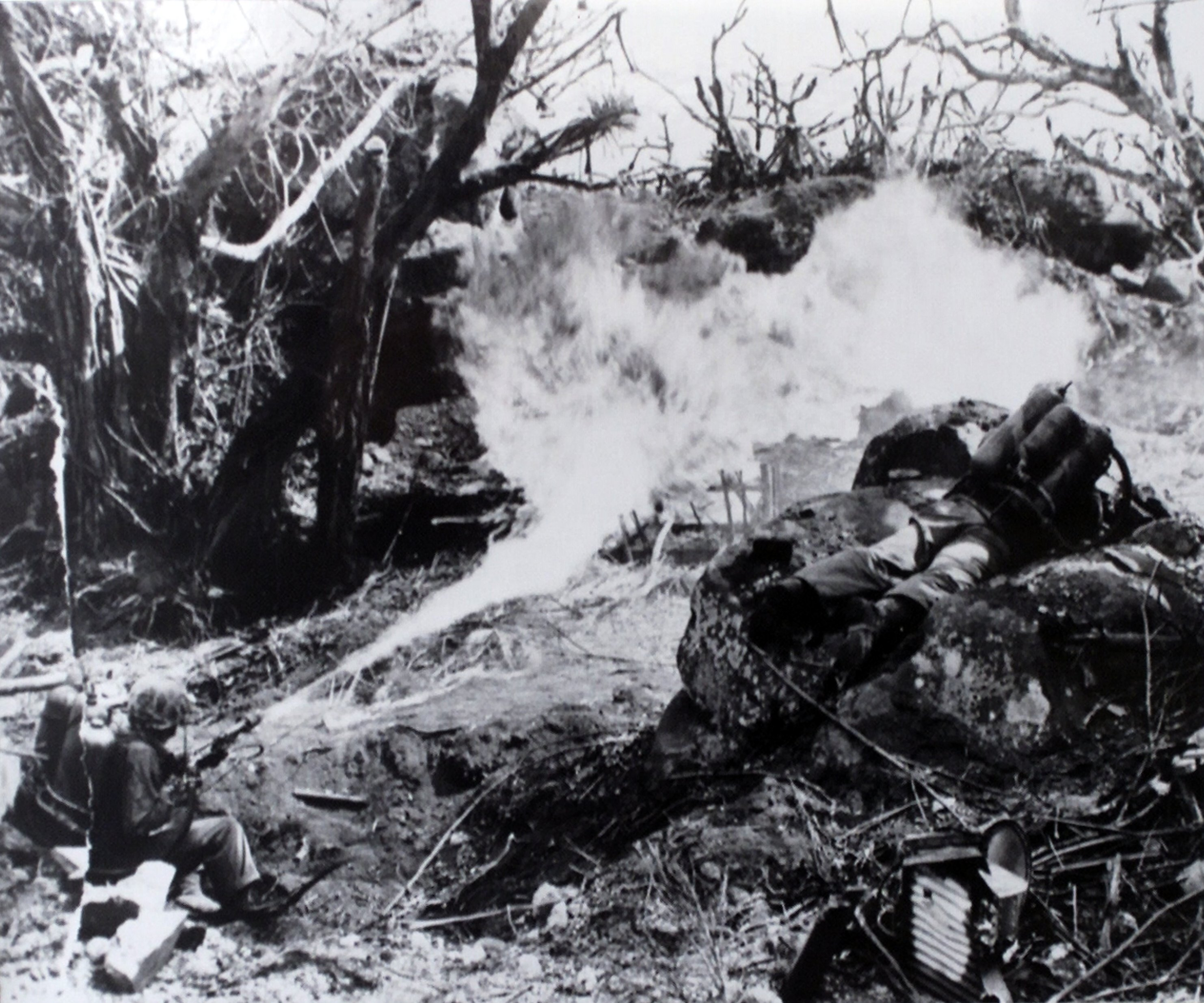
Amerikanische Soldaten mit Flammenwerfer in der Schlacht um die Gilbertinseln im Zweiten Weltkrieg

Der Flammenwerfer ist eine Kriegswaffe aus der Gruppe der Brandwaffen, die dazu dient, einen langen Strahl einer brennenden Flüssigkeit unter hohem Druck auf ein Ziel zu sprühen. Die Waffe wurde bereits in der Antike verwendet.

## Aufbau und Funktionsprinzip

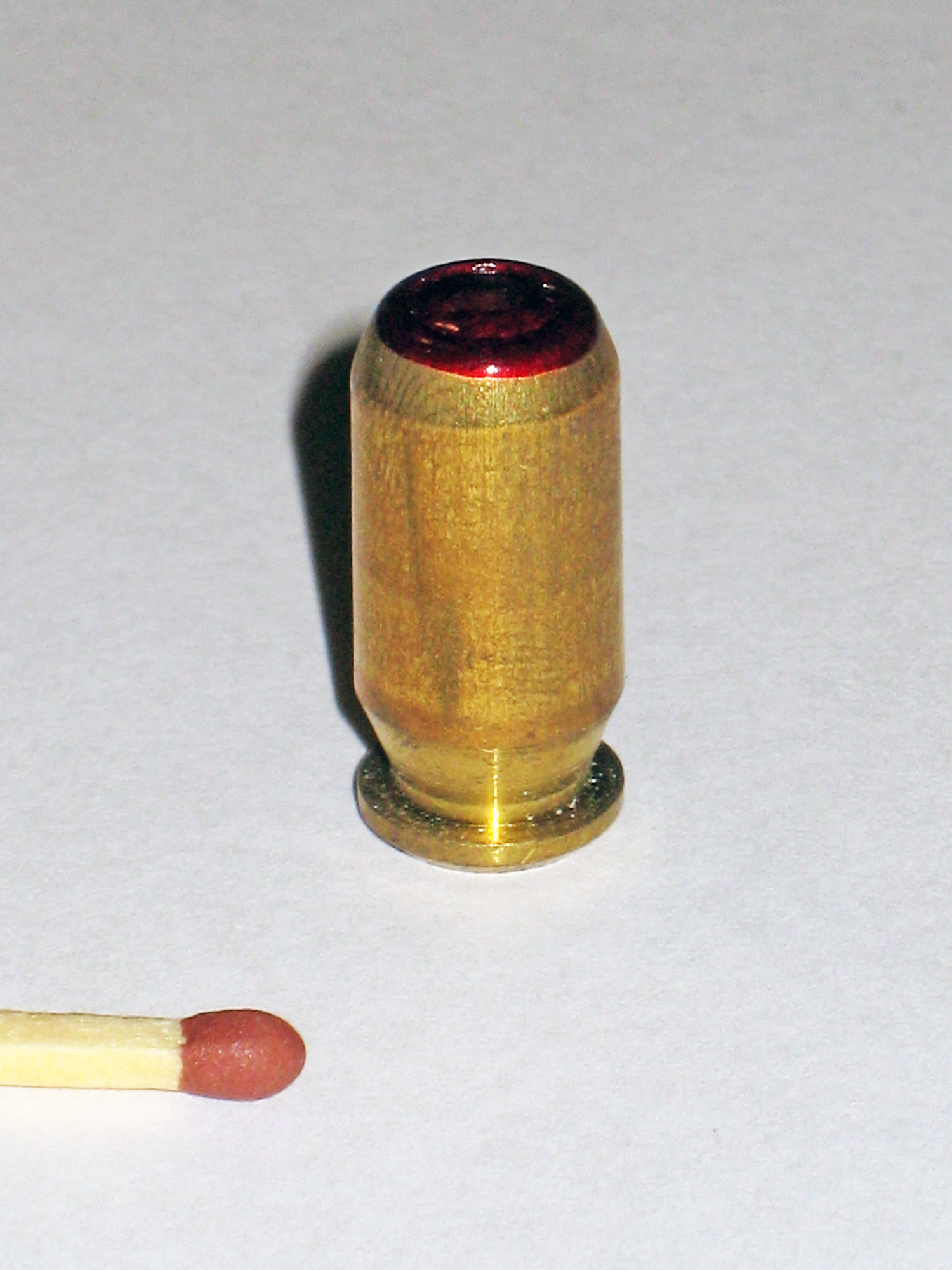
Zündpatrone für Flammenwerfer (Streichholz als Größenvergleich)

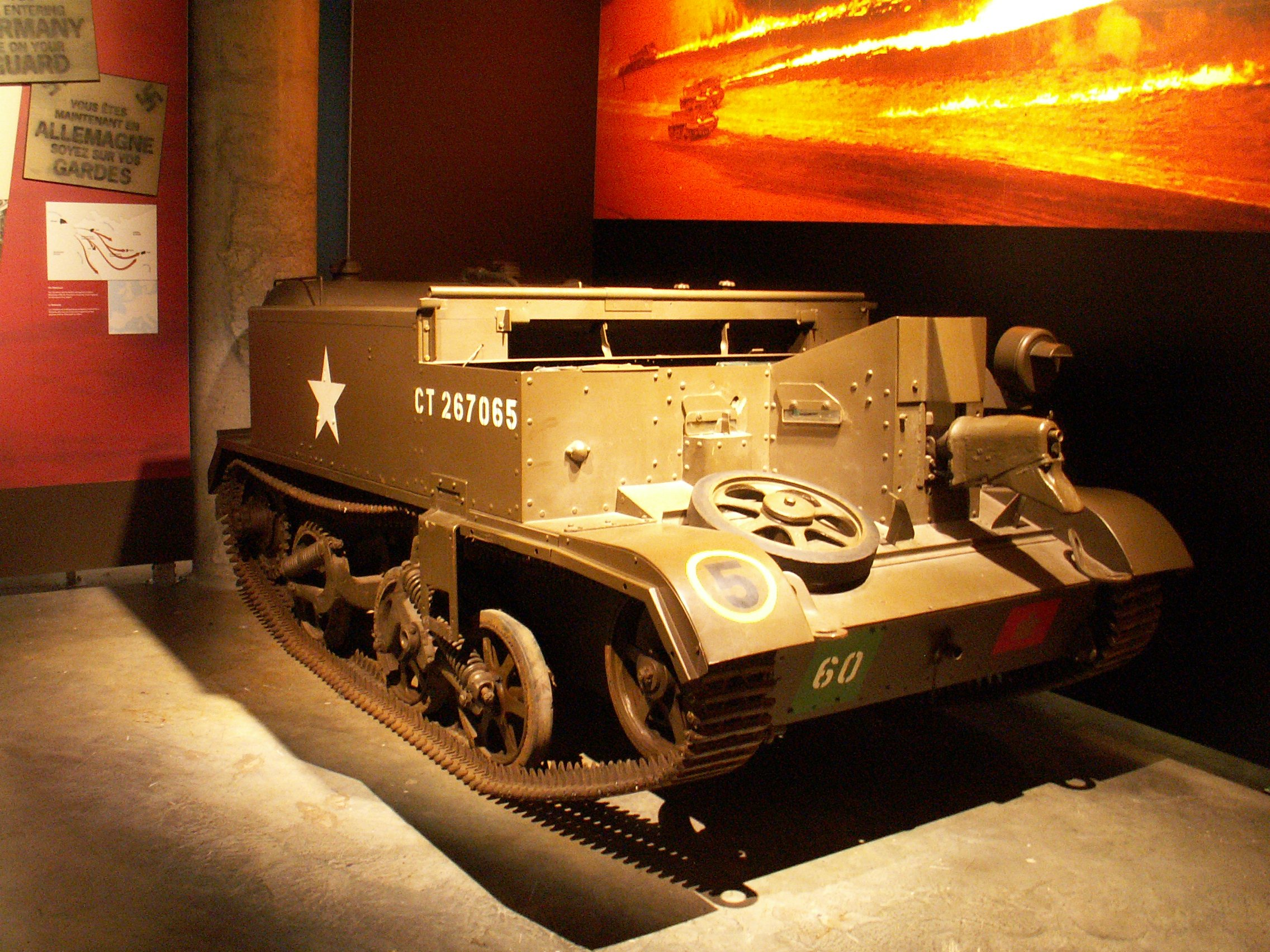
Kanadischer Wasp-Flammenwerferpanzer aus dem Zweiten Weltkrieg

Ein Flammenwerfer besteht prinzipiell aus zwei meist auf dem Rücken getragenen zylindrischen Tanks; einem größeren, in dem sich das Flammöl befindet, und einem kleineren, nur etwa halb so großen Druckgasbehälter mit dem Treibgas.
Abweichend hiervon existieren auch Modelle mit drei Tanks, bei denen das Flammöl auf zwei Behälter aufgeteilt ist, um eine symmetrischere Gewichtsverteilung und kompaktere Bauweise zu erreichen, aber auch Modelle, bei denen ein Tank kugelförmig ist und der zweite als Röhre um die Kugel gewickelt ist. Bei einigen Zündsystemen kann auch eine zusätzliche kleine Gasflasche (ca. 0,5 l) zur Speisung der Zündflamme erforderlich sein.
Als Treibgas finden in der Regel Druckluft, Kohlenstoffdioxid oder auch Stickstoff Verwendung. Es werden aber auch brennbare Gase wie Propan und Butan eingesetzt, wobei dann das Treibgas gleichzeitig zur Speisung der Zündflamme verwendet wird. Die mancherorts angegebene Nutzung von Wasserstoff als Treibgas beruht jedoch auf einem Missverständnis im Zusammenhang mit dem Wasserstoff-Zündsystem des Standardflammenwerfers FmW 41 der deutschen Wehrmacht.
Das Flammöl besteht im einfachsten Fall aus gewöhnlichem Dieselkraftstoff oder leichtem Heizöl. Benzin ist im reinen Zustand ungeeignet, da es zu schnell verbrennt. Dieselöl brennt länger und heißer, und obwohl damit bereits ein effektiver Betrieb des Flammenwerfers möglich ist, wird in der Regel ein weiter optimiertes Gemisch verwendet. So werden zum Beispiel Benzin oder Kerosin zugesetzt, um den relativ hohen Flammpunkt des Diesel- oder Heizöles herabzusetzen und damit ein zuverlässiges Durchzünden auch bei sehr niedrigen Temperaturen oder widrigen Witterungseinflüssen zu gewährleisten. Gleichzeitig werden dem Flammöl Verdickungsmittel zugesetzt, um ein vorzeitiges Zerstäuben zu verhindern und damit die Wurfweiten zu vergrößern. Dadurch wird auch bessere Haftfähigkeit an Panzerfahrzeugen erreicht. Die Eigenschaften der Brennflüssigkeit nähern sich dabei denen von Napalm an.
Ein druckfester, mineralölbeständiger Gummischlauch, der oft mit einem schützenden Metallgeflecht überzogen ist, verbindet die Tanks mit dem entfernt einem Gewehr ähnelnden Brenner. Im Brenner selbst befindet sich ein selbstschließendes Ventil, ein Abzugsmechanismus und am Ende eine Düse mit einer Zündvorrichtung.
Wenn das Ventil durch den Abzug geöffnet wird, drückt das Treibgas das Flammöl durch den Schlauch ins Flammenrohr, an dessen Ende es beim Austritt aus der Düse vom Zündsystem entzündet wird.

## Reichweite und Kapazität

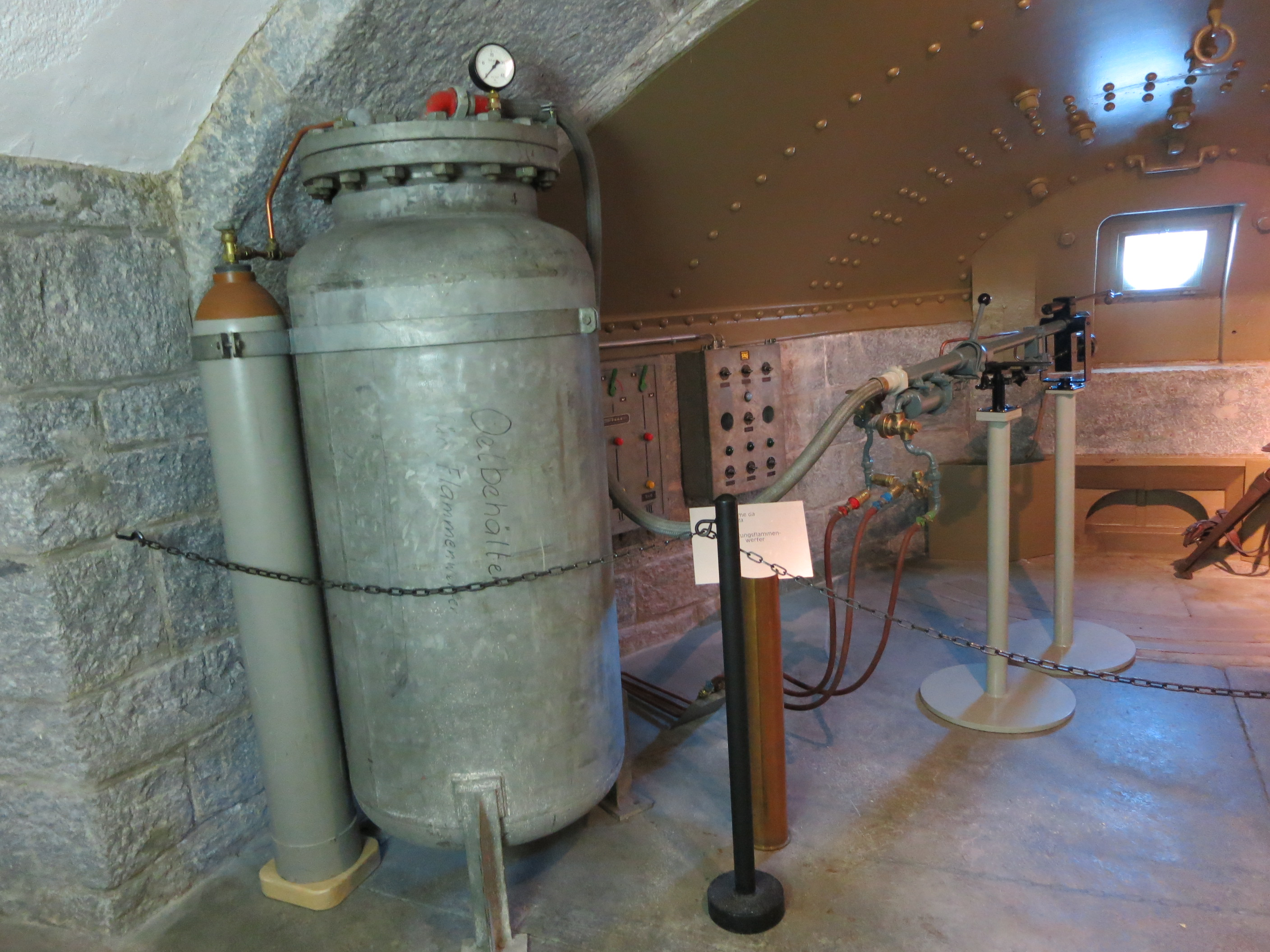
Flammenwerfer des Forte Airolo

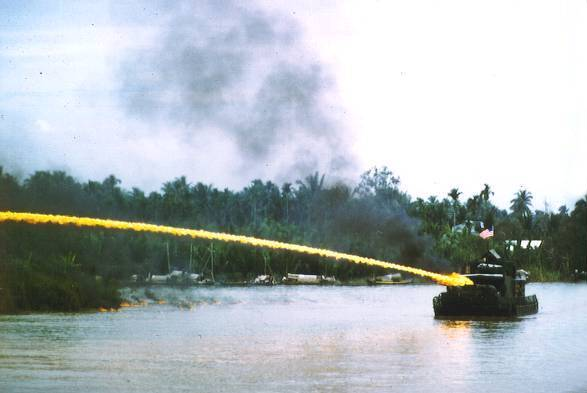
Flammenwerfer auf einem US-Kampfboot (Zippo Monitor) in Vietnam

Die Reichweite eines Flammenwerfers ist abhängig von der Mündungsgeschwindigkeit des Flammöls, der Zusammensetzung und Konsistenz des Flammöls sowie vom Öldurchsatz der Düse. Die Mündungsgeschwindigkeit hängt wiederum vom Treibgasdruck im Behälter und von der Länge des Schlauches ab. Auch Windrichtung und -geschwindigkeit haben einen erheblichen Einfluss auf die Reichweite.
Flammenwerfer von 1915 hatten eine Aktionszeit von bis zu drei Minuten und eine Reichweite von etwa 20 m.
Die effektive Schussweite eines frühen Ein-Mann-Tornister-Flammenwerfers liegt etwa zwischen 20 und 25 m, die maximale Reichweite bei etwa 30 m.
Während des Kalten Krieges entwickelte Tornister-Modelle wie der sowjetische LPO-50 hatten Reichweiten bis etwa 70 m, wobei hier keine Treibgasflasche benutzt wurde, sondern der Flammstoff von einem pyrotechnischen Gasgenerator aus dem Tornister gedrückt wurde.
Die Reichweite größerer und schwererer Modelle, zum Beispiel bei ortsfest installierten Flammenwerfern (Beispiel: Livens Large Gallery Flame Projector) oder bei Flammpanzern, kann allerdings auch bis zu 100 m betragen.
Die Kapazität vieler im Zweiten Weltkrieg üblichen Modelle reichte je nach Länge des einzelnen Flammstoßes für 2 bis 15 Würfe.

## Geschichtlicher Überblick

### Das Altertum

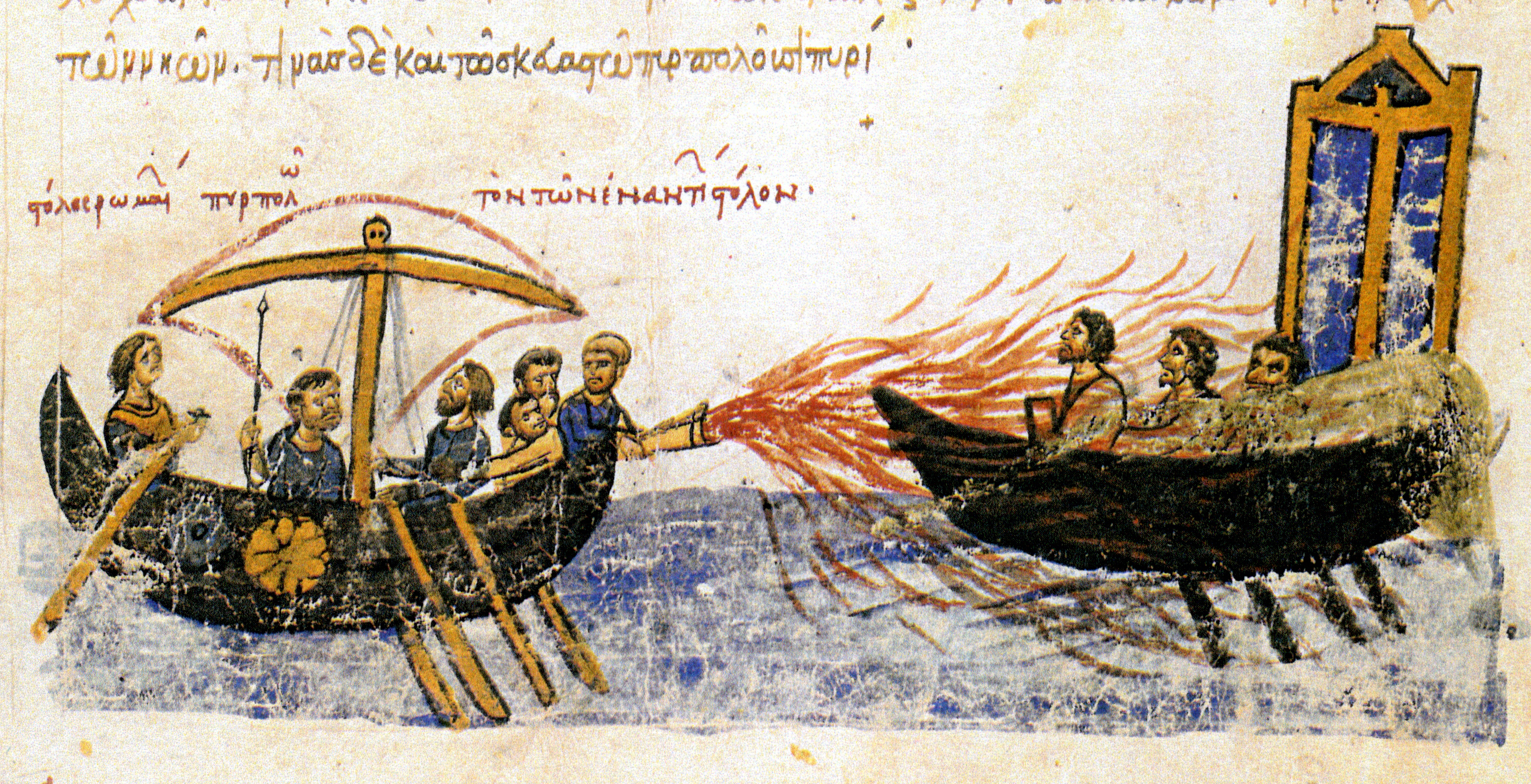
Griechisches Feuer

Über den ersten Einsatz einer Art von Flammenwerfer berichtet der Historiker Thukydides im Zusammenhang mit der Schlacht am Delion im Jahr 424 v. Chr. Nach der Schlacht bauten die Boioter eine wirksame Waffe mit einer Esse, einem Blasebalg und einem langen eisenbeschlagenen Rohr, um die hölzernen Befestigungen der Athener aus sicherer Entfernung in Brand zu setzen (Thukydides, 4,100).

In der Spätantike kamen Brandwaffen verstärkt zum Einsatz, und so wurde das Konzept wieder aufgegriffen. Weltgeschichtliche Bedeutung entwickelte die Waffe durch eine Weiterentwicklung im 7. Jahrhundert n. Chr. in Konstantinopel. Im Jahr 678 zerstörte die byzantinische Flotte die Schiffe der Sarazenen mit dem „Griechischen Feuer“, einer Mischung aus Schwefel, gebranntem Kalk, Erdölprodukten und anderen Substanzen wie Harzen und vielleicht Kalisalpeter, die auch auf dem Wasser brannte. Chronisten berichten übereinstimmend von dünnflüssigen Stoffgemischen („flüssiges Feuer“), sodass Erdöldestillate nach Art des Benzins die Grundlage darstellten. Das Gemisch wurde mit einer einfachen Balg- oder Kolbenpumpe durch Kupfer- oder Bronzerohre gepumpt und brennend auf den Gegner geschleudert. Durch die strikte Geheimhaltung sicherte dieser technologische Vorsprung der byzantinischen Flotte eine Vormachtstellung, die selbst dann noch Bestand hatte, als Byzanz selbst keine bedeutende Rolle mehr spielte. Auch im Landkrieg wurde das „flüssige Feuer“ verwendet.

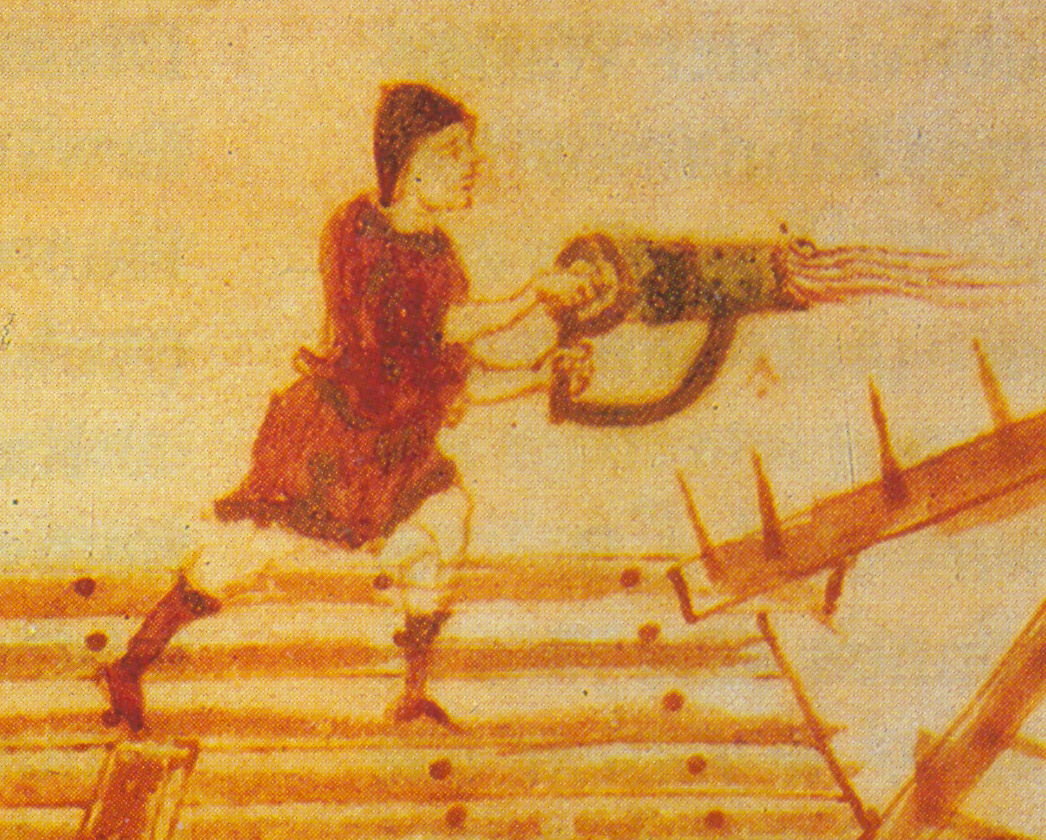
Einsatz eines mittelalterlichen Handsiphones der Byzantiner, der griechisches Feuer verschießt

Der nächste technologische Fortschritt gelang den Chinesen mit der Einführung einer Pumpe mit zwei Kammern. Diese ermöglichte es, in einer einzigen Bewegung in der einen Kammer anzusaugen und gleichzeitig aus der anderen auszustoßen. Bei der rückläufigen Bewegung tauschen dann die Kammern mittels Ventilen ihre Funktion, und die nun gefüllte Kammer wurde geleert, während die andere wieder ansaugte. Erst damit wurde ein durchgängiger, wenn auch pulsierender Strahl möglich.
Noch bis ins 13. Jahrhundert wurden Waffen dieser Art im Seekrieg eingesetzt, und ihre Verbreitung reichte von Europa über den Mittelmeerraum bis hin nach China.
Mit der Erfindung und steigenden Verbreitung des Schießpulvers verlor sie jedoch zunehmend an Bedeutung und kam schließlich gänzlich außer Gebrauch. Im Feuerwerkbuch, welches im 15. und 16. Jahrhundert verbreitet war, findet sich jedoch die Beschreibung eines Blasrohrs, welches als eine Art Flammenwerfer für kurze Entfernungen und wie die im Liber Ignium des „Marcus Graecus“ erwähnte „Römerkerze“ wirkt.
Vereinzelt ist auch ein späterer Gebrauch von Pumpen, die brennendes Petroleum warfen, überliefert, so in Havre 1758 und von den Deutschen bei der Belagerung von Paris 1870.

### Die Wiederentdeckung
Die Wiederentdeckung und Entwicklung des ersten Flammenwerfers im neuzeitlichen Sinne wird im Allgemeinen dem deutschen Ingenieur Richard Fiedler zugeschrieben. Bereits im Jahre 1901 übergab er die ersten Modelle seines Flammenwerfers zur Erprobung an die deutsche Armee. Eines seiner Erprobungsmodelle war ein „tragbares“ Gerät, das aus einem einzelnen, etwa 1,20 m hohen, zylindrischen Metallbehälter bestand, der in seinem Inneren horizontal in zwei Teile aufgeteilt war. Der obere Abschnitt war mit dem Flammöl befüllt, während sich im unteren Teil des Behälters das unter Druck stehende Treibgas befand. Durch das Niederdrücken eines Hebels presste das Treibgas das Flammöl durch einen Gummischlauch zu einem stählernen Mündungsstück mit einem einfachen Docht als Zündvorrichtung. Diese Waffe konnte für zwei Minuten und unter enormer Entwicklung dichten Ölqualms einen etwa 18 m weiten Flammenstrahl feuern. Wiederholte Feuerstöße von kürzerer Dauer waren indes nicht vorgesehen, da die primitive Zündeinrichtung für jeden Schuss komplett erneuert werden musste.
Die deutschen Streitkräfte führten die neue Waffe allerdings erst 1911 bei der Truppe ein. Es wurde ein neues Sonderregiment mit zwölf Kompanien aufgestellt und mit Flammenwerferapparaten ausgestattet. Wesentlich beteiligt an der Entwicklung im Ersten Weltkrieg war auch der Major der Landwehr-Pioniere und Feuerwehrmann (Branddirektor in Posen und Leipzig) Bernhard Reddemann (1870–1938).

### Im Ersten Weltkrieg

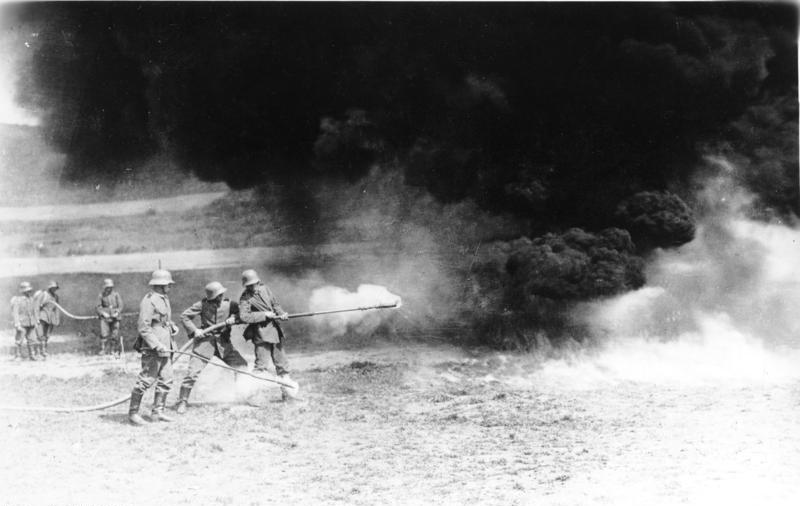
Deutsche Truppen 1917 an der Westfront mit Flammenwerfer

Ursprünglich wurden Flammenwerfer im Ersten Weltkrieg in Deutschland als Waffe gegen befestigte Stellungen und Bunker entwickelt und auch eingesetzt. Der Gegner sollte durch die Angst vor dem Feuer demoralisiert, in Panik versetzt, aus den Stellungen getrieben oder durch die Flammen verbrannt werden.

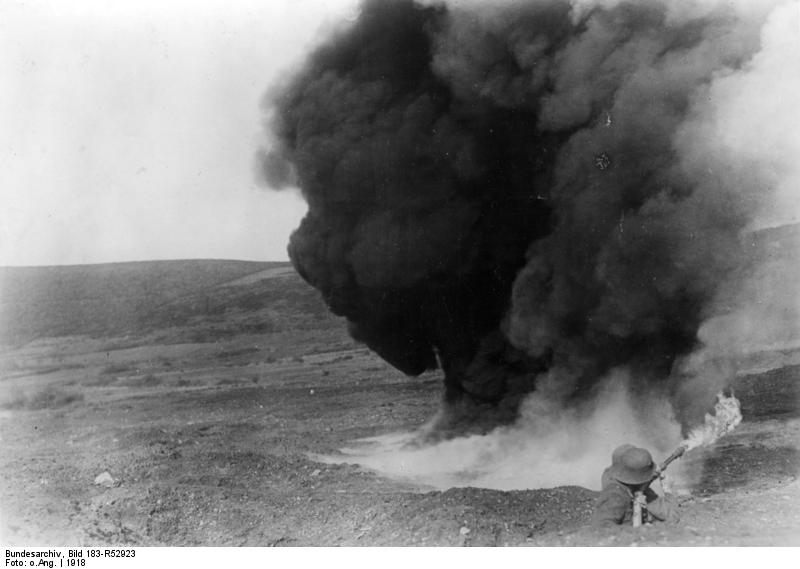
Ein Flammenwerfer-Angriff aus dem Schützengraben 1918

Flammenwerfer wurden erstmals 1914 im Ersten Weltkrieg von der deutschen Armee während der Kämpfe in den Argonnen eingesetzt.
Im weiteren Kriegsverlauf, mit Beginn des Grabenkriegs im Winter 1914/15, suchte die deutsche Armeeführung dringend nach neuen Möglichkeiten, um wieder Bewegung in die erstarrten Frontlinien zu bringen und den zermürbenden und äußerst verlustreichen Stellungskrieg zu beenden. Um den Feind aus seinen befestigten Stellungen, Schützengräben und Bunkern herauszutreiben, erschien der massive Einsatz von Flammenwerfern neben dem Einsatz von Gas für die Militärs sehr vielversprechend. Der Militärwissenschaftler und Kriegsberichterstatter George Soldan beschrieb die Technik ein Jahrzehnt später so:

„Zu den modernsten Nahkampfmitteln gehörte [im Ersten Weltkrieg] der ‚Flammenwerfer‘, der insbesondere gegen Unterstände, Maschinengewehrnester und Tanks Verwendung fand. Es handelt sich um einen tragbaren zylidrischen Behälter mit langem Schlauchmundstück, aus dem mittels Preßluft brennendes Oel in einer riesigen Stichflamme geschleudert wurde. Die Entzündung erfolgte beim Ausströmen auf chemischem Wege. Die dabei entwickelte Hitze war derart, daß die Getroffenen sofort zu Kohle verbrannten. Hinter der starken Rauchwolke konnten sich die Sturmtruppen leicht entwickeln.“
Der erste großangelegte Einsatz von Flammenwerfern erfolgte am 26. Februar 1916 von den Stoßtrupps des Sturm-Bataillon Nr. 5 (Rohr) gegen die französischen Truppen in der Schlacht um Verdun. Der nächste Einsatz fand fünf Monate später in der Nacht vom 29. auf den 30. Juli 1916 gegen britische Stellungen und Gräben um Hooge nahe Ypern statt. Mit nur sechs deutschen Flammenwerfern wurden die eingegrabenen britischen Verbände in Stärke von zwei Bataillonen zur Flucht gezwungen. Nach diesem Erfolg gehörten Flammenwerfer zum festen Ausrüstungsbestandteil der deutschen Angriffsverbände. Insgesamt waren die Kämpfe um Hooge aus deutscher Sicht jedoch ein Fehlschlag. Es gelang nicht, den Raum, den die Flammenwerfer geschaffen hatten, mit nachrückenden Truppen zu sichern, und so war der Frontverlauf mit Ende der Kampfhandlungen nahezu unverändert.
Im Einsatz zeigten sich allerdings auch schnell Nachteile der sich noch im Frühstadium ihrer Entwicklung befindlichen Flammenwerfer. Obwohl sie getragen werden konnten, waren sie für den Einsatz im Feld zu groß und zu schwer und zudem schwierig zu bedienen. So gab es noch keine selbstregelnden Ventile, die den Druck konstant halten konnten, sodass die Ventile an den Tanks permanent mit Handrädern nachgestellt werden mussten. So waren bis zu drei Mann allein zum Betrieb des Flammenwerfers notwendig, und da diese keine weiteren Waffen einsetzen konnten, wurden ihnen zwei normale Soldaten zur Verteidigung zur Seite gestellt. Ein Flammenwerfertrupp mit seinem Gerät war so relativ auffällig und in der Beweglichkeit eingeschränkt – für einen Infanteristen schlechte Voraussetzungen zum Überleben.
Darüber hinaus war der Flammenwerfer selbst auch noch äußerst empfindlich gegen Beschuss und Splitterwirkung, mit den entsprechend katastrophalen Folgen für die Bedienmannschaft selbst und alle anderen im näheren Umkreis. Auch kam es gelegentlich vor, dass die Waffe beim ersten Einsatz ohne ersichtliche Ursachen in den Händen ihres Trägers explodierte. Vom Gegner ausgemachte Träger eines Flammenwerfers zogen häufig dessen konzentriertes Feuer auf sich. Zudem wurden Flammenwerferträger nur selten gefangen genommen. Vom Feind, der den Einsatz der Waffe überlebt hatte, gestellt zu werden, bedeutete häufig, erschossen zu werden.
Die einzige relativ sichere Einsatztaktik bestand also darin, den Flammenwerfer aus dem Schutz des eigenen Schützengrabens heraus abzufeuern. Damit beschränkte sich die sichere Nutzung auf Gebiete, in denen sich die Gräben der Gegenseite in dessen Reichweite, also weniger als 35 Meter, befanden – was im Kriegsverlauf nicht oft vorkam.
Die deutsche Armee setzte die Nutzung von Flammenwerfern, üblicherweise in Gruppen zu sechs Geräten, in mehr als 600 Einsätzen den ganzen Krieg über fort.
Briten und Franzosen testeten in dieser Zeit ebenfalls Flammenwerfersysteme, verwarfen die Entwicklung aber bald.
Eine Besonderheit am Flammenwerfer-Einsatz im Ersten Weltkrieg war auch der häufige Versuch, einzelne brennende Soldaten zu erschießen, um ihnen die Qualen des Feuertodes wenigstens teilweise zu ersparen. Dies wurde im Zweiten Weltkrieg meistens unterlassen, es sei denn, dass brennende Feinde eine Gefahr für die eigenen Soldaten darstellten oder dass eigene Soldaten in Flammen standen.

### Zweiter Weltkrieg

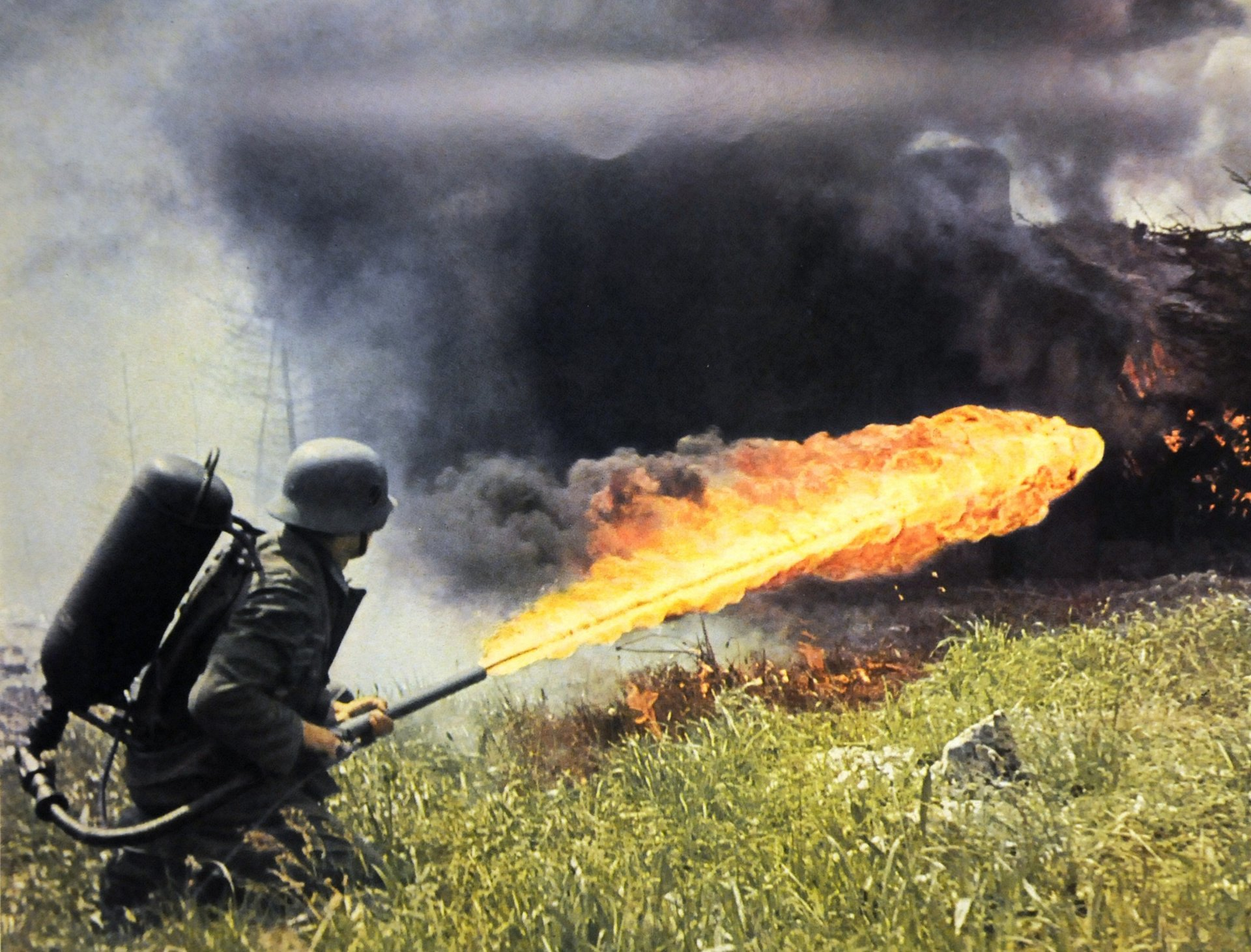
Deutscher Soldat mit Flammenwerfer 35 an der Ostfront

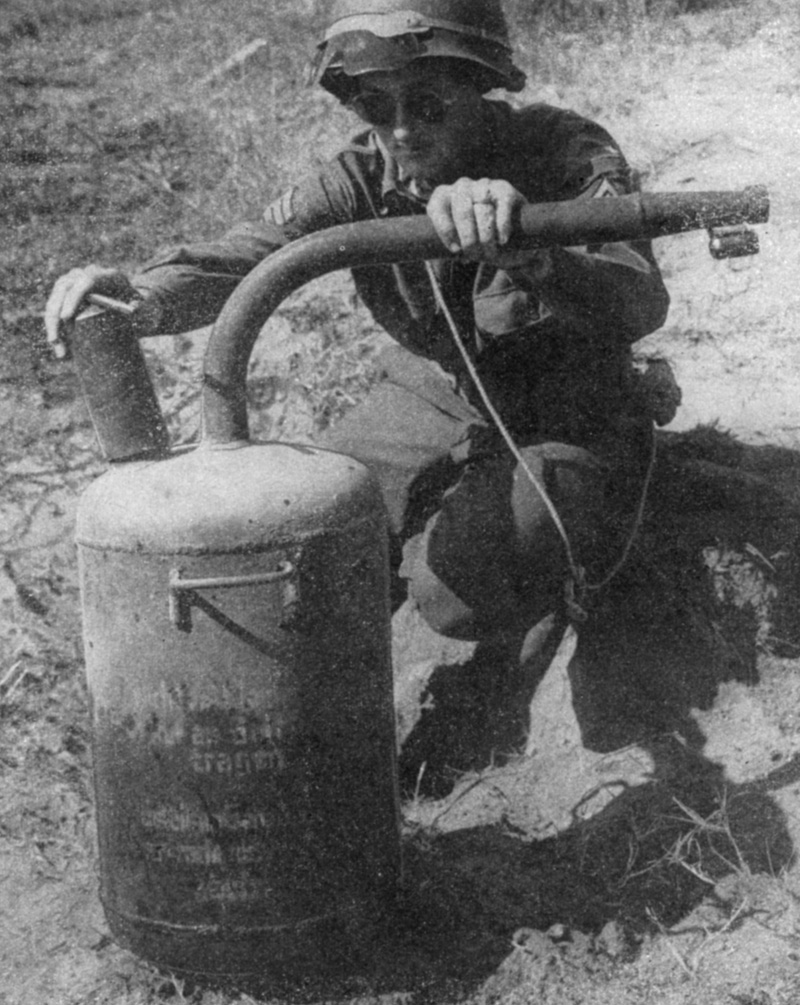
Ein US-Soldat mit einem deutschen Flammenwerfer, wohl ein Abwehrflammenwerfer 42

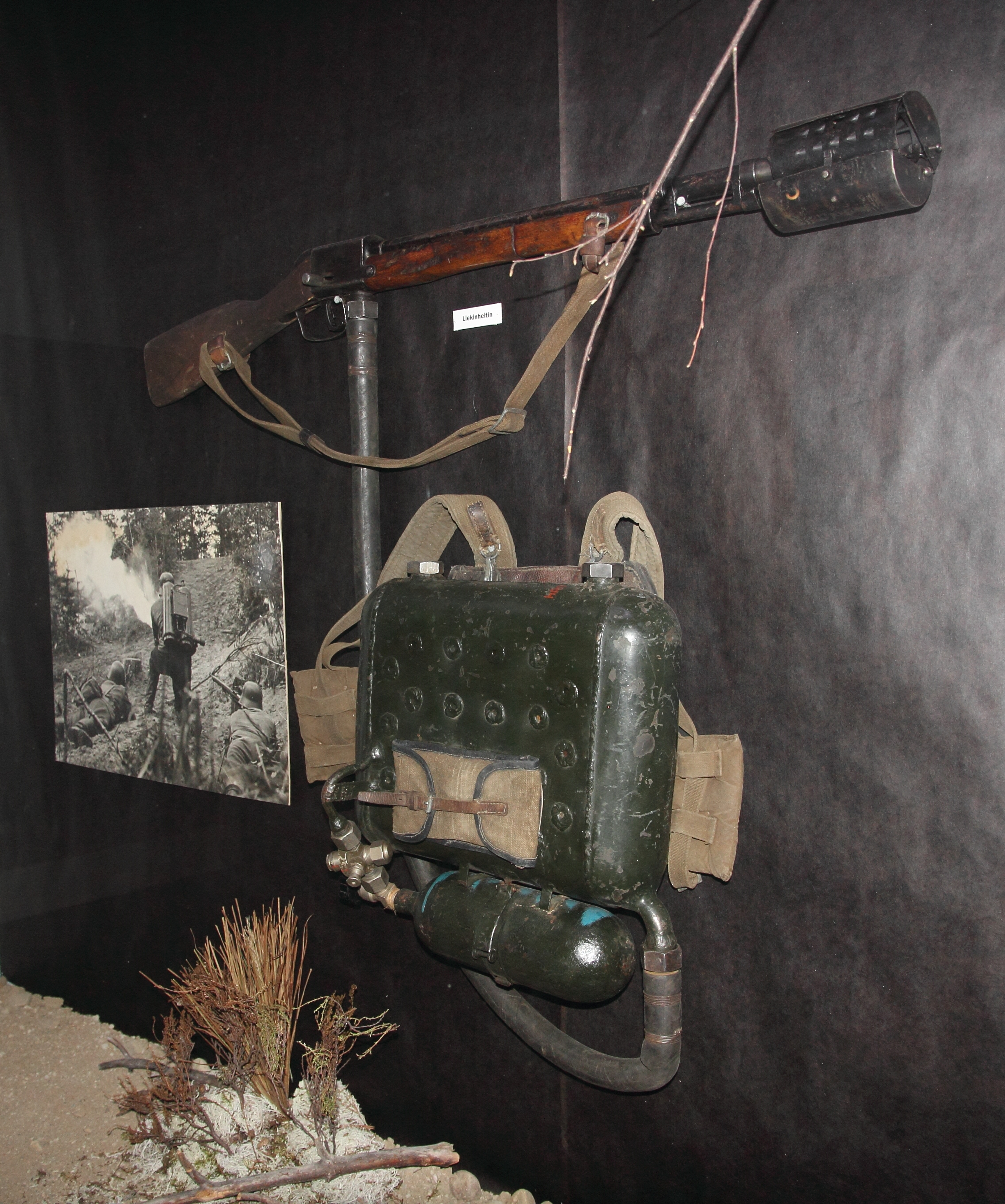
ROKS-2: Um nicht sofort als Flammenwerfer-Träger erkennbar und damit ein bevorzugtes Ziel zu sein, ähnelte der Brenner einem Mosin-Nagant. Die Tanks sollten einem normalen Tornister ähneln.

Flammenwerfer wurden in den Konflikten von 1918 bis 1939 (Spanischer Bürgerkrieg, Unruhen in Deutschland und den ehemaligen Ländereien der K.u.k.-Monarchie) selten eingesetzt. Zu Beginn des Zweiten Weltkriegs und des Krieges zwischen Japan und China kam diese Waffe vermehrt zum Einsatz. Da durch den technologischen Fortschritt ein schneller Bewegungskrieg möglich wurde, wurden Flammenwerfer in Straßenkämpfen gegen besetzte Häuser und Stellungen eingesetzt. Durch das sofortige Verteilen des Flammöls in Räumen stellte sich dabei eine verheerende Wirkung ein. Auch gegen Panzer konnte ein Flammenwerfer erfolgreich wirken.
Die Wehrmacht verwendete zunächst den Flammenwerfer 35 und ersetzte ihn später durch den überarbeiteten Flammenwerfer 41, welcher bis zum Ende des Krieges eingesetzt wurde. In Asien nutzten zunächst vor allem Japaner Flammenwerfer. Gegen die leicht gebauten und größtenteils aus Holz bestehenden Häuser in den ländlichen Regionen Chinas erwiesen sie sich als wirksam. In Großbritannien wurden versuchsweise Defensiv-Flammenwerfer für die Home Guard hergestellt – die Ergebnisse waren aber nicht sehr vielversprechend, und sie wurden nie eingesetzt. Die sowjetische Armee produzierte einen Flammenwerfer, dessen Tank einem üblichen Infanterierucksack ähnelte und dessen Strahlrohr einem normalen Gewehr möglichst detailgetreu nachempfunden war, um den Flammenwerferschützen wie einen normalen Infanteristen aussehen zu lassen. Somit erregte er möglichst wenig Aufmerksamkeit und konnte den Überraschungseffekt ausnutzen.
Flammenwerfer wurden, auf Seiten der Achsenmächte wie der Alliierten, auch anstelle oder zusätzlich zu einer Bordkanone in Panzer integriert (siehe auch Flammpanzer).
Da Flammenwerfer insbesondere für die Offensive geeignet waren, wurden diese gegen Ende des Krieges fast nur noch von den Alliierten eingesetzt. Hierbei verwendete vor allem die amerikanische Marineinfanterie den Flammenwerfer M2 bei Landeunternehmen in der Normandie und auf den zahlreichen Inseln im Pazifik. Japanische Mannschaften sollen dabei oft den Flammentod dem Aufgeben vorgezogen haben, während Flammenwerfermannschaften in der Normandie zum bevorzugten Ziel der deutschen Schützen in den Bunkern wurden und somit nur selten bis auf Schussweite an diese herankamen.

### Koreakrieg
Gemäß den im Kampf gegen die Japaner gemachten Erfahrungen wurden Flammenwerfer in dem für diesen Konflikt typischen Stellungskrieg als Angriffs- und Vernichtungswaffe für schwer befestigte Stellungen eingesetzt. Allerdings spielten sie hier eine Nebenrolle.

### Vietnamkrieg

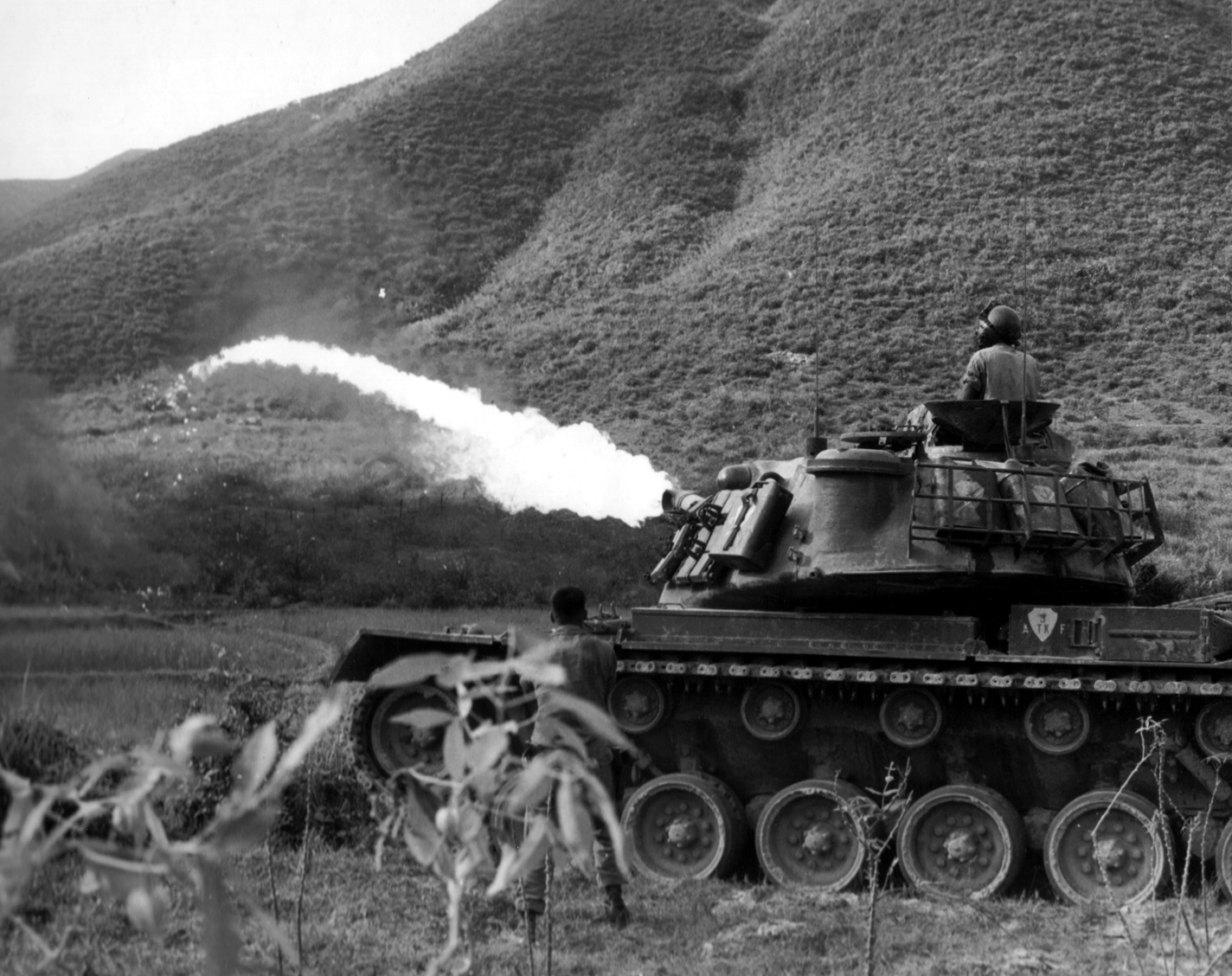
Ein M67-A2-Panzer des US Marine Corps in Vietnam 1966

Im Vietnamkrieg erwies sich der klassische Ein-Mann-Flammenwerfer als ungenügend tauglich. Im dichten Dschungel hatte der Flammenwerferschütze oft mehr mit dem Gewicht und der Unhandlichkeit seiner Waffe als mit dem Feind zu kämpfen. Im dichten Gestrüpp hatte der Flammenwerfer überdies große Probleme, seine volle Wirkung zu entfalten. Geriet ein Soldat mit Flammenwerfer in einen Hinterhalt, so bedeutete dies seinen Tod. Auch war der Zündmechanismus nicht für das allgemein feuchte Klima ausgelegt. Wegen dieser Nachteile wurden im fortschreitenden Kriegsverlauf kaum noch Flammenwerfer an die Truppen ausgegeben, lediglich wenige Flammpanzer wurden noch eingesetzt, ansonsten übernahmen Napalm-Bomben die Rolle des Flammenwerfers.

### Die Zeit bis Heute

#### Allgemein

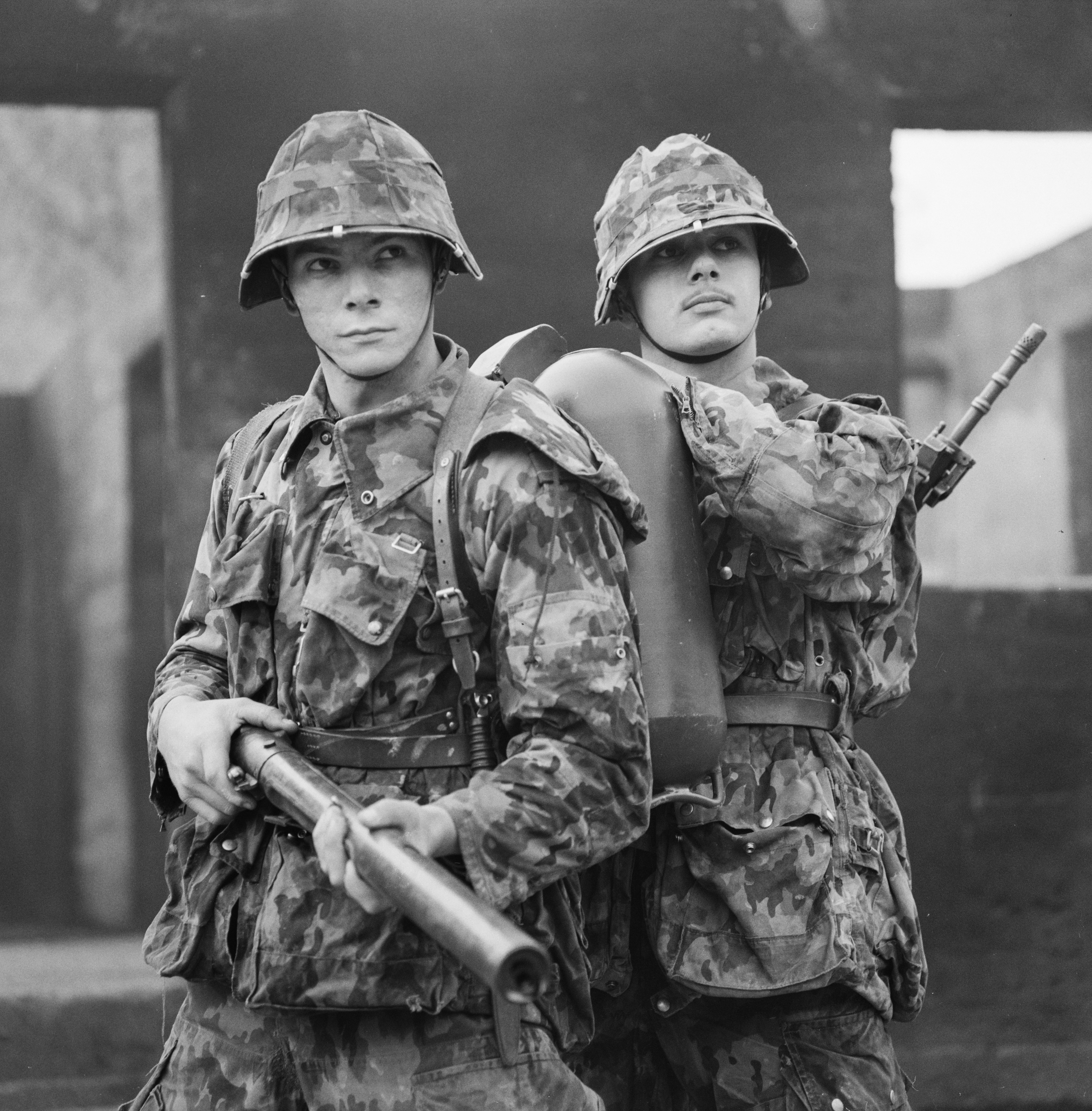
Zwei Schweizer Infanteristen mit Flammenwerfer (1964)

Flammenwerfer haben in der modernen Kriegsführung keine Bedeutung mehr, da sie primär gegen Soldaten in Feldbunkern und gegen Panzer eingesetzt wurden, jedoch als Brandwaffe mittlerweile geächtet sind. In Brasilien und Taiwan wurden jedoch 2003 noch Ein-Mann-Tornister-Flammenwerfer hergestellt und auch exportiert.
Die grundlegenden Probleme und Unzulänglichkeiten, mit denen schon Fiedlers erste Modelle behaftet waren, konnten nicht gelöst werden. Tragbarkeit und geringes Gewicht bedeuten eine Reduzierung des Flammölvorrats, dem steht jedoch der Wunsch nach längeren und mehr Flammstößen mit größerer Reichweite entgegen – die nur mit einem größeren Flammölvorrat zu bewerkstelligen wären. Auch die große Empfindlichkeit gegen Beschuss und Splitter konnte bis heute nicht gelöst werden. Hinzu kommt die Möglichkeit einer Selbstentzündung oder Explosion des Geräts durch technisches Versagen oder Bedienfehler, selbst bei modernen Modellen.
Die Verwendung mechanisierter Flammenwerfer in Form von beispielsweise Flammpanzern löst zwar das Problem der geringen Reichweite und Menge des Flammöls und reduziert auch die Empfindlichkeit gegen Beschuss und Splitterwirkung, aber sie sind im Gegensatz zum Infanteristen zu Fuß nicht unter allen Umgebungsbedingungen einsetzbar. Im Häuserkampf in urbaner Umgebung sind sie nicht nur wenig bis gar nicht geeignet, sondern sogar selbst höchst verwundbar.

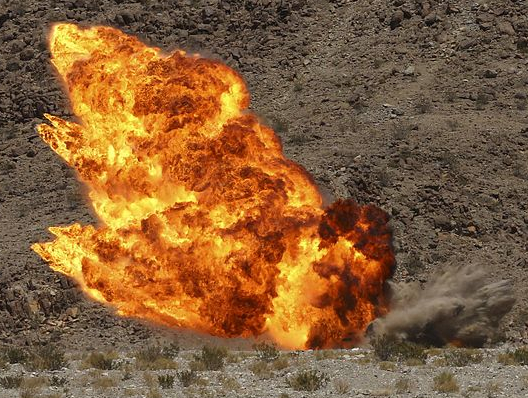
Improvisierte Flammen-Fougasse

Die logische Konsequenz aus diesen Nachteilen war die Abkehr vom klassischen Flammenwerfer. Die Luftwaffe übernimmt dabei die Aufgabe der mechanisierten Flammenwerfer mit Brandbomben bei großflächigem Einsatz bzw. Aerosol oder thermobarischen Gefechtsköpfen, häufig in Kombination mit Lenkeinrichtungen zum Präzisionsabwurf, gegen harte Punktziele wie Bunker. Für den infanteristischen Einsatz ersetzen leichte Ein-Mann-Raketen-Flammenwerfer wie die RPO oder M202 Flash den Flammenwerfer. Projektile dieser Art können bis zu einer Distanz von ca. 50 m mit einer Abweichung von nur 50 cm vom anvisierten Ziel punktgenau gegen kleine Objekte wie zum Beispiel Öffnungen, Blenden, Sichtschlitze, Periskope und Waffen von Bunkern und Panzerfahrzeugen eingesetzt werden und übertreffen damit jeden Flammenwerfer in Genauigkeit und Reichweite. Einzelne Fahrzeuge, Gräben, Durchgänge, Bunker, Fenster und Türen können sogar bis etwa 200 m noch mit einer Trefferwahrscheinlichkeit von 50 Prozent bekämpft werden. Selbst mechanisierte Flammenwerfer erreichen nur etwa die Hälfte dieser Reichweite, wobei allerdings Wirksamkeit und Genauigkeit im Bereich ihrer Maximalreichweite gegen null gehen. Der Beschuss einer größeren Fläche, Fahrzeug- oder Personenansammlungen ist mit diesen Raketenprojektilen sogar noch, ebenfalls mit einer Trefferwahrscheinlichkeit von 50 Prozent, auf Distanzen von etwa 500 bis 600 m möglich.
Als Zwischenlösung wurden nach dem Zweiten Weltkrieg sowohl die Handflammpatrone als auch die Blend-Brand-Handgranate angesehen – auch diese wurden zwischenzeitlich wie bei der Bundeswehr aus der Verwendung genommen.

#### USA

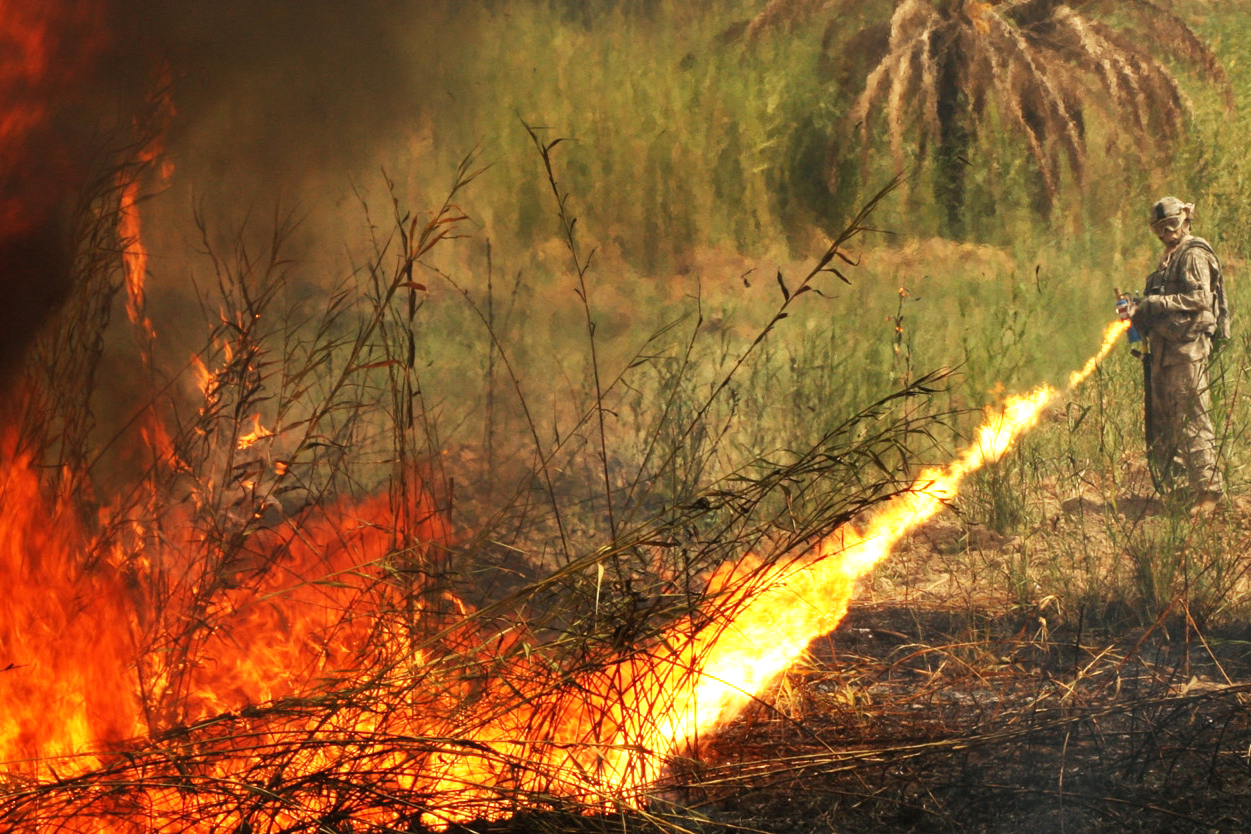
Einsatz eines kleinen Flammenwerfers im Irak, um mögliche Sichtdeckungen abzubrennen

Nachdem die Weiterentwicklung von Flammenwerfern der M2- und M9-Serie bereits seit längerer Zeit eingestellt war, stellten die Streitkräfte der USA ihre Restbestände in den späten 1970er Jahren bis zum Beginn der 1980er Jahre endgültig außer Dienst. Als Ersatz wurde der schultergestützte, wiederverwendbare 66-mm-4-fach-Raketenwerfer M202 Flash (Flame Assault Shoulder Weapon, engl. für Schultergestützte Angriffs-Brandwaffe) beschafft. Der Gefechtskopf (Typ M235) jeder einzelnen Rakete (Typ M74) besteht aus einem versiegelten Behälter, der mit etwa 610 g gelierten Flammstoffs (us engl. „thickened pyrophoric agent“ kurz TPA) sowie einer kleinen, bei Aufschlag zündenden Treibladung zur Verteilung des Brandgels über einen Radius von etwa 20 m gefüllt ist. Als Brandgel findet Triethylaluminium (TEA) Verwendung. Diese Substanz brennt mit einer Temperatur zwischen 760 °C und 1200 °C. In der Wirkung ist TEA mit Napalm vergleichbar.
Die M202(A1) Flash wurde ihrerseits Mitte der 1990er Jahre ebenfalls außer Dienst gestellt und eingelagert.

#### Russland

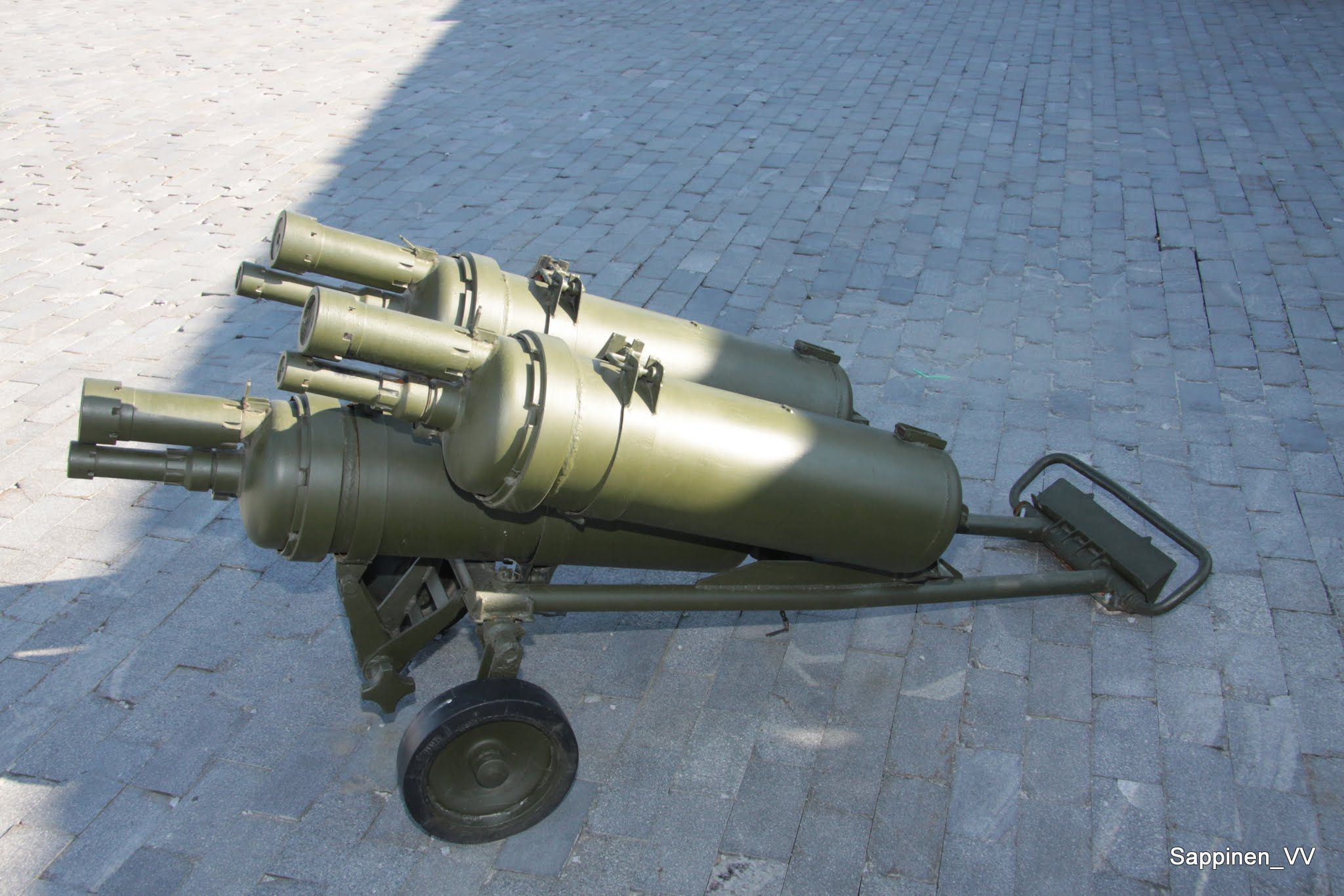
Schwerer Infanterie-Dreifachflammenwerfer TPO-50

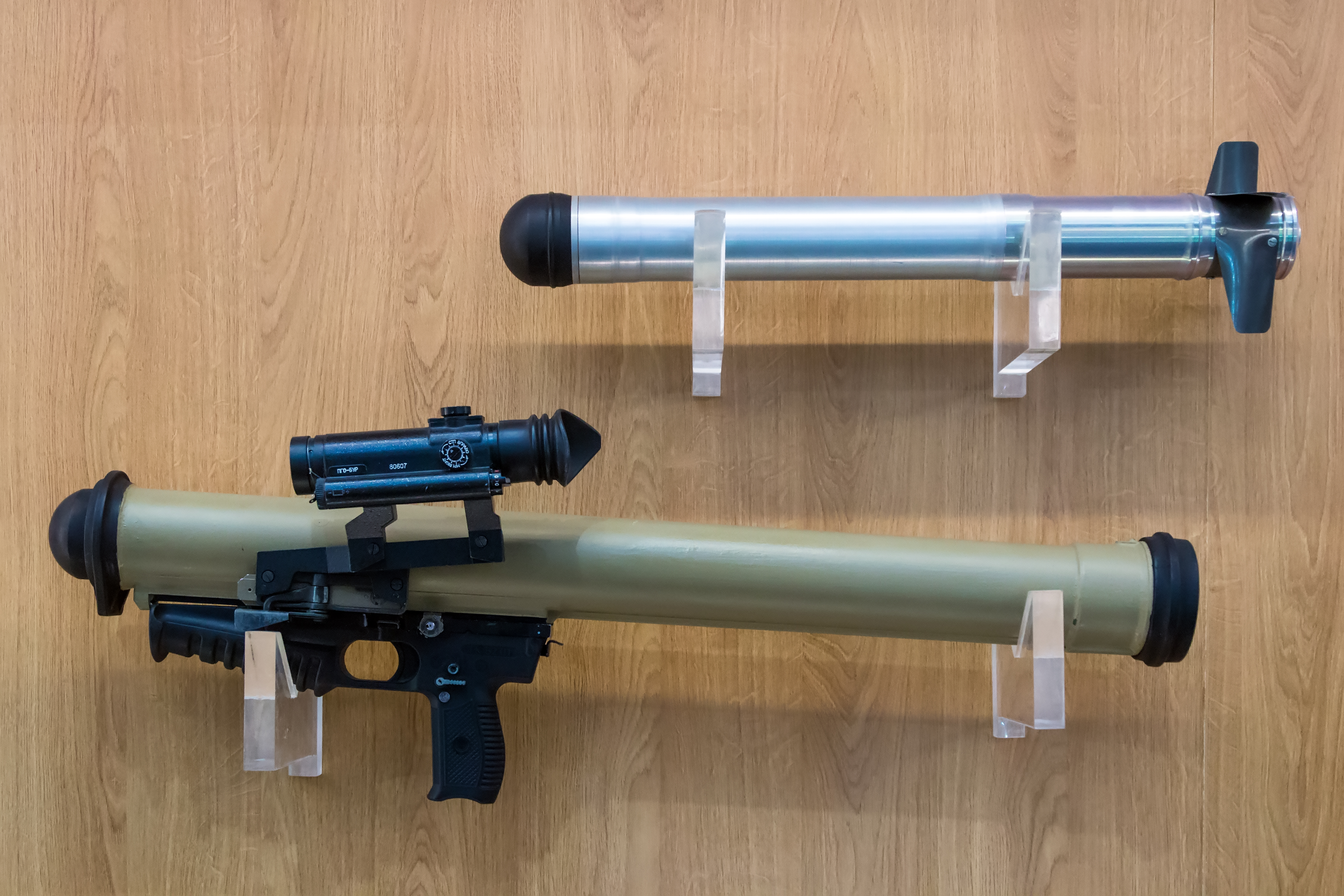
MGK "Bur"

Russland stellte seine Flammenwerfer ebenfalls ab den späten 1960er bis Anfang der 1970er Jahre außer Dienst. Als Ersatz für den LPO-50-Flammenwerfer wurde der schultergestützte, wiederverwendbare 122-mm-Raketenwerfer RPO „Rys“ (Luchs) entwickelt. Ab 1984 wurde dieser dann schrittweise von seinem Nachfolger, dem schultergestützten 93-mm-Raketenwerfer zur einmaligen Verwendung RPO-A „Schmel“ (Hummel), bzw. durch die Varianten der Serie (RPO-A/D/Z) ersetzt, deren Entwicklung auf die Erkenntnisse des Afghanistankriegs zurückzuführen ist.
Beide Modelle werden von der russischen Armee als „Infanterie-Raketen-Flammenwerfer“ bezeichnet.
- Die RPO besitzt eine gekapselte Brandgelladung, die der amerikanischen M202 „Flash“ ähnelt. Der Streubereich der napalmähnlichen Substanz reicht über einen Streifen von etwa 4 m Breite und 30 m Länge
- Die RPO-A besitzt einen etwa 2 kg schweren, thermobarischen Gefechtskopf mit erweiterter Sprengwirkung. Neben der thermischen Wirkung entspricht die Zerstörungskraft ihrer Druckwelle in etwa der einer 122-mm-HE-Artilleriegranate oder einer 120-mm-Mörsergranate. (Siehe auch unter Aerosolbombe zur Differenzierung von thermobarisch und Fuel-Air-Explosive.)
- Die RPO-D dient zur Erzeugung einer 50 bis 90 m langen Rauchwand auf Basis von rotem Phosphor.
- Die RPO-Z ist eine flächenwirksame Leucht-/Brandwaffe, die nach dem Aufschlag 20 Brandpellets streut. Die Pellets entzünden alles Brennbare auf einer Fläche von vier mal dreißig Metern.

Diese Waffen befinden sich noch immer in Gebrauch und werden auch exportiert. Von den russischen Streitkräften wurden sie in Afghanistan, Tadschikistan und im Tschetschenien-Konflikt in beiden Grozny-Feldzügen in großem Umfang eingesetzt.
Die russischen Streitkräfte verfügen darüber hinaus über das TOS-1 Buratino-Kettenfahrzeug (Pinocchio) mit einem 30-Schuss-Mehrfachraketenwerfersystem zum Starten von 220-mm-Brandraketen. Mit einer Salve von vier TOS-1-Systemen (120 Raketen) wird eine Fläche von 200 × 400 m schlagartig in Brand gesetzt. Die maximale Bekämpfungsdistanz liegt bei rund 5 km.

#### Australien
Australien führte die amerikanischen Flammenwerferserien. Da diese aber weder weiterentwickelt noch weiterproduziert wurden, entfernte man mangels Verfügbarkeit von Ersatzteilen die Restbestände Mitte der 1990er Jahre aus den Arsenalen. Die australischen Streitkräfte führten keinerlei Ersatz dafür ein.

## Sonstige Nutzung
Eine zivile Nutzung militärischer Flammenwerfer findet – bis auf einige wenige Einzelfälle – praktisch nicht statt.
So wurden zum Beispiel in Deutschland während des Zweiten Weltkriegs auch an Polizei und Feuerwehr Flammenwerfer ausgegeben, um der großen Anzahl an Todesopfern unter der Zivilbevölkerung als Folge des alliierten Bombardements deutscher Städte Herr zu werden und die Gefahr von Seuchen einzudämmen. Die Werfer dienten dazu, die Leichen schnell zu verbrennen. Einsätze dieser Art sind auch aus der jüngeren Geschichte nach verheerenden Umweltkatastrophen mit vielen Toten bekannt.

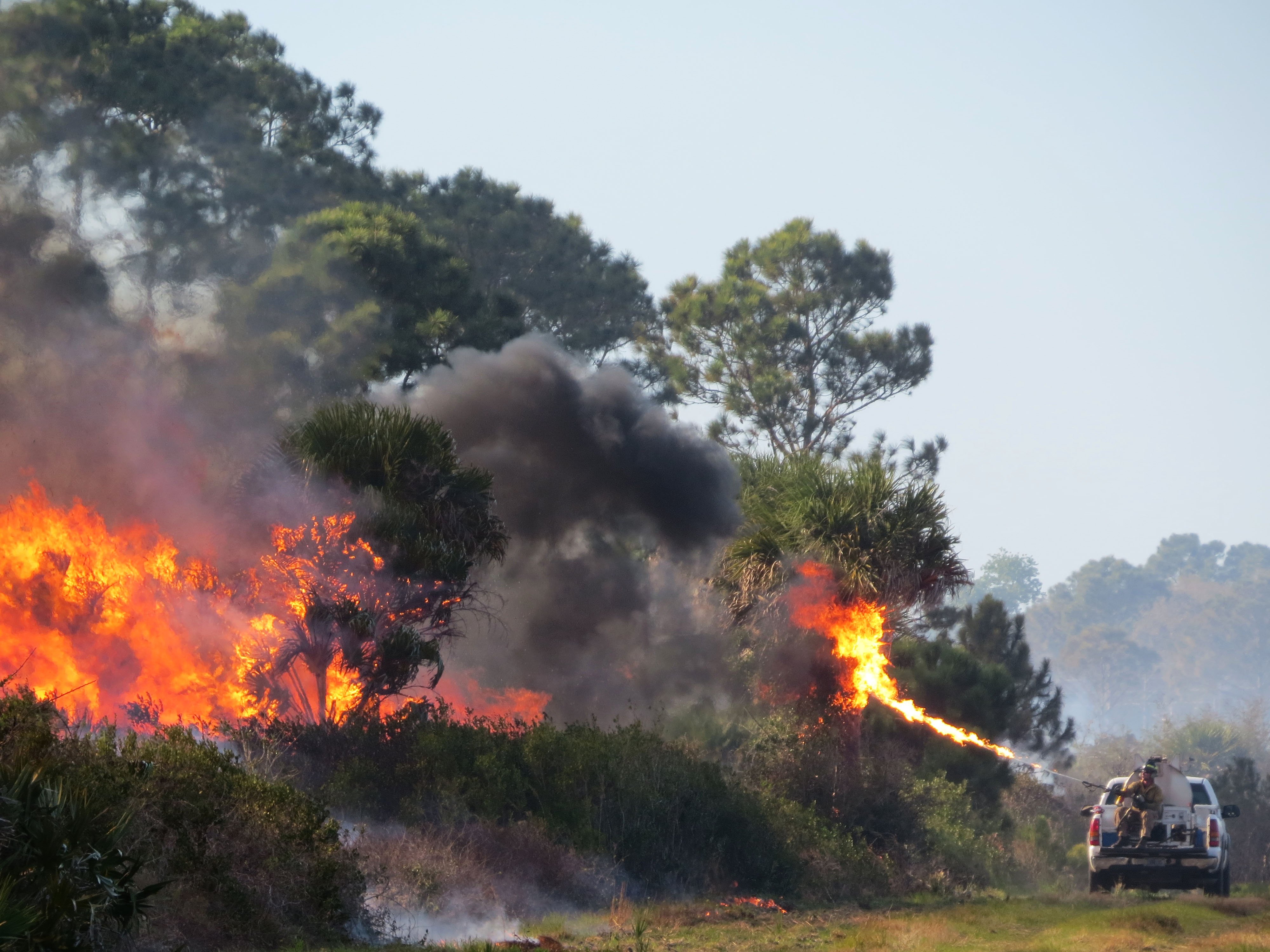
Flammenwerfer zum kontrollierten Abbrennen

Vereinzelt sollen auch Flammenwerfer zum Legen von Gegenfeuern in der Brandbekämpfung, gegen bedrohliche Insektenplagen und zum kontrollierten Abbrennen des Bewuchses in der Land- und Forstwirtschaft verwendet worden sein. Zumindest der Einsatz in der Landwirtschaft erscheint fragwürdig, da der Boden durch unvollständig verbranntes Flammöl sowie giftige und krebserzeugende Verbrennungsrückstände kontaminiert würde.
Auf Drohnen montierte Flammenwerfer können zur Entfernung von Fremdkörpern in Freileitungen eingesetzt werden.

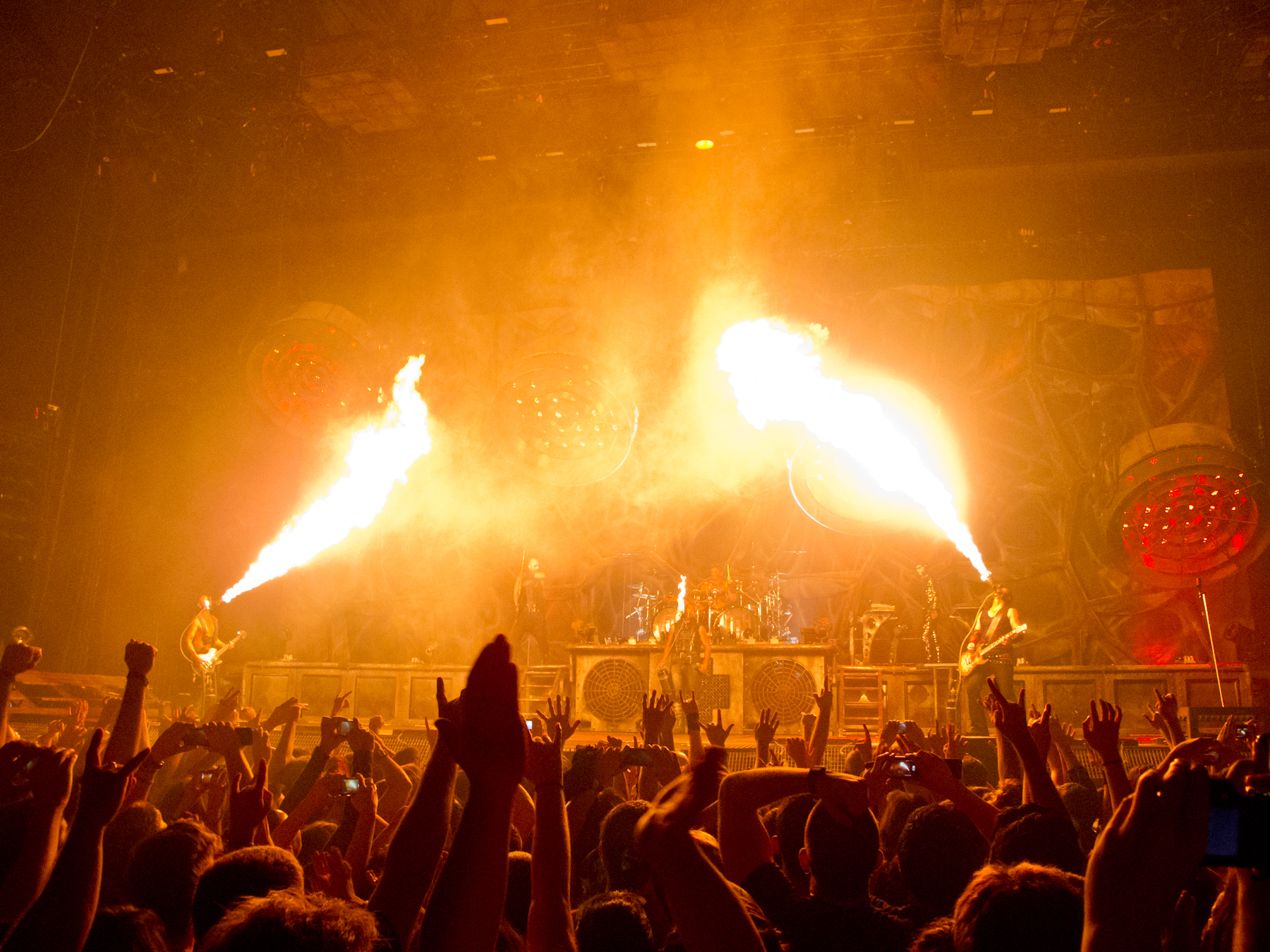
Rammstein-Konzert

Die im Zivilbereich vor allem zur Vernichtung von Unkraut und Schädlingen, aber auch die in Filmproduktionen und bei Showveranstaltungen, wie z. B. der Fire Show bei Rhein-Fire-Spielen oder Konzerten der deutschen Band Rammstein, immer unter Kontrolle der Feuerwehr und ausgebildeten Pyrotechnikern, genutzten Flammenprojektoren, verwenden als Flammstoff ein brennbares Gas, meist Butan- oder Propangas. Diese mit Gas betriebenen Show- und Gartengeräte sind aber weder funktionell noch in ihrer Wirkung mit dem militärischen Flammenwerfer vergleichbar.
Am 11. Juni 1964 tötete der psychisch kranke Frührentner Walter Seifert in Köln-Volkhoven mit einer Lanze zwei Lehrerinnen einer katholischen Volksschule und verletzte mit einem aus einer Unkrautspritze selbstgebauten Flammenwerfer 28 Schüler und 2 Lehrerinnen schwer. Anschließend tötete er sich selbst. Acht Schüler erlagen in den folgenden Tagen ihren Brandverletzungen. Siehe dazu auch: Attentat von Volkhoven.

## Privater Besitz
Flammenwerfer unterliegen heute in Deutschland dem Waffengesetz und dem Kriegswaffenkontrollgesetz und den damit verbundenen Einschränkungen:
§ 1 WaffG (Auszug):

„Waffen sind […] tragbare Gegenstände, die ihrem Wesen nach dazu bestimmt sind, die Angriffs- oder Abwehrfähigkeit von Menschen zu beseitigen oder herabzusetzen, insbesondere Hieb- und Stoßwaffen;“

Anlage 1:

„Tragbare Gegenstände nach § 1 Abs. 2 Nr. 2 Buchstabe a sind insbesondere Gegenstände,
- bei denen gasförmige, flüssige oder feste Stoffe den Gegenstand gezielt und brennend mit einer Flamme von mehr als 20 cm Länge verlassen.
- bei denen leicht entflammbare Stoffe so verteilt und entzündet werden, dass schlagartig ein Brand entstehen kann.“

Anlage 2:

„Verbotene Waffen

Der Umgang mit folgenden Waffen und Munitionen ist verboten:
[…]

1.3.4

Gegenstände, bei denen leicht entflammbare Stoffe so verteilt und entzündet werden, dass schlagartig ein Brand entstehen kann; oder in denen unter Verwendung explosionsgefährlicher oder explosionsfähiger Stoffe eine Explosion ausgelöst werden kann“

In den USA unterliegt der Privatbesitz nicht dem federal law (Bundesgesetz), sondern dem state law, und ist somit Bundesstaatensache. In Kalifornien ist er beispielsweise nur eingeschränkt möglich.